# Päpstliche Kommission für religiöse Beziehungen zu den Muslimen
Die Päpstliche Kommission für religiöse Beziehungen zu den Muslimen wurde von Papst Paul VI. im Jahr 1974 eingerichtet. Sie soll „innerhalb der Kirche den Dialog mit den Muslimen fördern sowie die religiös-kulturellen Kontakte mit den Vertretern der islamischen Welt“ pflegen.

## Geschichte und Entstehung
Das Zweite Vatikanische Konzil (1962–1965) verabschiedete die Erklärung „Über das Verhältnis der Kirche zu den nicht christlichen Religionen“ (Nostra Aetate). Damit begann ein erneuter Dialog zwischen der Römisch-katholischen Kirche und den Muslimen. In der Dogmatischen Konstitution „Über die Kirche“ (Lumen gentium) brachte das Konzil seine Verbundenheit mit dem Islam zum Ausdruck. Es unterstrich diese Bewertung damit, dass „durch die Anbetung eines einzigen Gottes, durch die Hochschätzung Jesu, die Erwartung des Gerichts sowie die sittliche Lebenshaltung und Frömmigkeitspraxis“ Verbindungen vorhanden seien.
Seit dem Konzil tauschten die Päpste Paul VI. und Johannes Paul II. mehrere Grußbotschaften aus, mit weiteren Ansprachen erweiterten sie den Dialog. Für die Kurie hielt der Päpstliche Rat für den Interreligiösen Dialog ständig Kontakt zu muslimischen Organisationen, Gelehrten und Verbänden. Die Apostolische Konstitution „Über die Römische Kurie“ (Pastor Bonus) von 1988 legte im Artikel 162 den kanonischen Gesetzesrahmen für die „Kommission für religiöse Beziehungen zu den Muslimen“ fest: „Bei diesem Rat (Rat für den Interreligiösen Dialog) besteht eine Kommission, welche die Beziehungen zu den Moslems unter religiösem Gesichtspunkt fördern soll; sie steht unter der Leitung des Präsidenten desselben Rates“.

## Organisation und Gliederung
Die Kommission ist ein eigenständiges Gremium und untersteht dem Kardinal-Präfekten des Dikasteriums für den Interreligiösen Dialog, wie der Rat seit der Kurienreform durch Praedicate Evangelium seit Pfingsten 2022 genannt wird. Von 2007 bis zu seinem Tod im Juli 2018 leitete Kardinal Jean-Louis Tauran diesen Rat, gleichzeitig als Kommissionsleiter. Ihm zur Seite steht ein Vizepräsident, ein Sekretär und acht Berater. Papst Benedikt XVI. berief 2012 die emeritierte Professorin Rotraud Wielandt zur Beraterin, eine Studienkollegin des Jesuiten Christian Troll, der bis 2005 der Kommission angehörte. Weiterhin berief der Papst den Jesuiten Felix Körner, einen Schüler von Rotraud Wielandt.